# Белоконь, Сергей Иванович
Сергей Иванович Белоко́нь (1 июля 1948 — 14 апреля 2023) — украинский историк. Кандидат филологических наук, доктор исторических наук.

## Биография
Родился 1 июля 1948 года в Киеве. Кандидат филологических наук (1978). Доктор исторических наук (2000), главный научный сотрудник Института истории Украины НАН Украины, руководитель Центра культурологических исследований Института. Автор более 1300 публикаций по истории Украины. Почётный академик Академии наук высшей школы Украины (2007). Член редакционной коллегии журнала «Памятники Украины».

## Критика
По мнению ряда ведущих СМИ (канала «Israel 7», «Focus UA», «Human Right in Ukraine», «Хадашот» и других), Сергей Белоконь широко известен своими антисемитскими взглядами.
В частности, с критикой антисемитских взглядов С. Белоконя в 2004 году выступил немецкий историк Андрей Портнов.
1 сентября 2012 года Белоконя пригласили с лекцией на открытие учебного года в Киево-Могилянскую академию (НаУКМА). Администрации НаУКМА были посланы многочисленные письма с запросом «отменить присвоение звания почётного профессора историку-антисемиту и его инаугурационную лекцию». Когда лекция отменена не была, студенческий профсоюз распространил среди слушателей листовки с цитатами из антисемитских текстов Белоконя. Во время самой лекции Белоконя был развернут плакат «Антисемитизм — это варварство». Белоконь без предупреждения поменял тему лекции. Вручение Белоконю звания почётного профессора прерывалось выкриками «позор!» из зала.
Историк Виталий Нахманович: 

В 1930-е евреи строили (как и многие украинцы) советскую, но уж никак не еврейскую государственность, в чём их обвиняет Белоконь.
Украинский философ, президент Украинского ПЕН-клуба, основатель и главный редактор газеты «Наша вера», Евгений Александрович Сверстюк: 

У своїй монографії „Державний терор як засіб державного правління в СРСР“ С. Білокінь показав, що активісти єврейського походження були переважно малоосвіченими вислужниками. Скільки б їх не було — не могли вважатися представниками свого народу. Після антитроцкістської кампанії їх роля упала. Хіба не розуміє С. Білокінь некоректності свого виразу: „єврейська держава“? Розуміє, але чомусь пише…»

## Награды и премии
- заслуженный деятель науки и техники Украины (2007)
- Национальная премия Украины имени Тараса Шевченко (2002) — за научно-публицистическую книгу «Массовый террор как способ государственного управления в СССР»

## Избранные публикации
- Автокефальный протоиерей Кирилл Стеценко / / Наука и культура: Украине: Ежегодник. Вып. 25. К., 1991. С. 318—326.
- Протоиерей Кирилл Стеценко / / Украинская Православный Календарь на 1992 год, South Bound Brook, NJ, Б. Р. С. 104—108.
- Иван Власовский и его труд / / Человек и мир. 1991. № 9 (372). С. 22-23.
- Памятники УАПЦ 1921 года в Киеве / / V Всеукраинская конференция «Развитие исторического краеведения в контексте национального и культурного возрождения Украины» (октябрь 1991): Тезисы докладов и сообщений. К.; Кам — Под, 1991. С. 366—368.
- Гомилетика / / Специальные исторические дисциплины. М.: Мин-во образования Украины, 1992. С. 102—106.
- Возвращение Святой Софии / / Перестройка государства. 1992. Июнь. Ч. 1. С. 26-29.
- Возвращение Софии Киевской / / Украинская православное слово. South Bound Brook, NJ, 1992. Сентябрь-октябрь. № 9-10. С. 8-10.
- Православные епархии Украине 1917—1941 гг / / Историко-географические исследования на Украине: 36. научных трудов. К.: Наукова думка, 1992. С. 100—120.
- Смерть митрополита Липкивского / / Ведомости Епархиального управления УАПЦ в Великобритании. London, 1992. Июль. Ч. 3 (271). С. 21-24.
- Смерть митрополита Липкивского / / Человек и мир. 1992. № 4 (379). С.27-34.
- Смерть митрополита Липкивского / / Наша вера. 1992. № 2 (17). С. 4-5; № 3 (18). С. 4.
- Смерть митрополита Липкивского / / Украинская православное слово. 1992. Ноябрь. № 11. С. 7-10; Декабрь. № 12. С. 6-10.
- Церковная интеллигенция Приднепровья в 1917—1920 гг / / Проблемы истории Украины: факты, суждения, поиски. Вып. 2. К.: Наук. мысль, 1992. С. 19-24.
- Выступление на Всеукраинском форуме антикоммунистического антиимперского фронта 21 февраля 1993 / / Православный вестник. К., 1993. Январь — февраль-бэр. № 1-3. С. 71-72.
- Выступление на Всеукр. форуме / / Киевский Патриархат: Пресс-релиз. 1993. Март. № 6. С. 4-6.
- Воскресение Украина — благая весть миру / / Православный украинский. Детройт, 1993. Март-апрель. Ч. 2 (176). С. 17-20.
- Украина воскресает к жизни после смерти: Выступление на Всеукр. форуме / / Независимая Украина. К., 1993. 26 марта. Ч. 9 (78). С. 5.
- Воскресение Украина — благая весть миру: Выступление на Всеукр. форуме / / Рус. вести. 1993. 18 апреля. № 16 (3044). С. 3.
- Исследование истории Украинской Автокефальной Православной Церкви (1921—1930-е годы) в независимой отечественной и зарубежной исторической литературе / / Украина XX века: культура, идеология, политика: Сб. статей. К., 1993. С. 86-106.
- Расстрельная дело архиепископов УАПЦ Владимира Самборского и Юрия Михновского / / Перестройка государства. 1993. Март. № 3 (10). С. 37-51: 3 ил.
- Расстрельная дело архиепископов УАПЦ Владимира Самборского и Юрия Михновского / / Ведомости Митрополии УАПЦ в диаспоре. Лондон, 1994. Октябрь. Ч. 4 (280). С. 24-27; 1995. Январь. Ч. 1 (281). С. 36-38.
- «Ломали саму человеческую субстанцию» / / Человек и мир. 1993. № 2-3. С. 11-17.
- Крестный путь архиепископа Александра Ярещенко / / Перестройка государства. 1993. № 10 (17). С. 55-63.
- Крестный путь архиепископа Александра Ярещенко / / Рус. вести. 1993. 12 декабря. № 48 (3076). С. 2-3.
- Крестный путь Александра Ярещенко / / Рус. засев. X., 1994. Ч. 1 (13). С. 23-42.
- Крестный путь архиепископа Александра Ярещенко / / Ведомости Митрополии УАПЦ в диаспоре. 1996. Апрель. Ч. 2 (286). С. 45-47; июль. Ч. 3 (287). С. 43-45; 1997. Январь. Ч. 1 (289). С. 45-51.
- Уничтожение украинского духовенства в 1930-х годах / / Второй Международный конгресс украинистов (Львов, 22-28 августа 1993): Доп. и сообщ. История. Ч. II. Львов, 1994. С. 81-85.
- Революция и гражданская война. Власти и духовенство / / Очерки истории украинской интеллигенции (первая пол. XX века). В 3-х книгах. Кн. 1. К., 1994. С. 122—129, 131—132.
- Усиления антирелигиозной политики государства / / Очерки истории украинской интеллигенции (первая пол. XX века). Кн. II. К., 1994. С. 44-57.
- Где украинский хоронили своих церковных иерархов / / Белая книга «черного вторника». К.: НРУ, 1995. С. 252—255. Вместе с Л. Проценко.
- Памяти великого Патриарха / / Информационный бюллетень миссионерского отдела УПЦ КП. 1995. Июль. № 7 (16). С. 16.
- Памяти Великого Патриарха / / Белая книга. С. 248.
- Светлой памяти Патриарха / / Освободительный путь. 1995. Август. Кн. 8 (569). С. 900.
- Дело не в том, что Митрополит Филарет хороший. Недобрая сергианская ересь, озаглавленный РПЦ / / Инф. бюллетень миссионерского отдела УПЦ КП. [1995] № 8-9 (17-18). С. 11-12.
- The Kiev Patriarchate and the State / / The International Рolitics of Eurasia, Vol. 3: The Politics of Religion in Russia and the new States of Eurasia / Ed. Michael Bourdeaux. Armonk, NY; London, England: MESharpe, c 1995. P. 182—201.
- Автокефальный протоиерей Кирилл Стеценко / / Ист. календарь '97. К., 1996. С. 155—157.
- Расстрельная дело архиепископов Юрия Михновского и Владимира Самборского / / Украина XX века: Сб. статей. Вып. 2. К., 1996. С. 122—143.